# Ейтнес, Кари Викхаген
Кари Викхаген Ейтнес (норв. Kari Vikhagen Gjeitnes; род. 13 января 1985, Молде, Мёре-ог-Ромсдал) — норвежская лыжница, призёр этапа Кубка мира. Специализируется в спринтерских гонках.

## Карьера
В Кубке мира Ейтнес дебютировала в марте 2005 года, в январе 2011 года единственный раз попала в тройку лучших на этапе Кубка мира, в командном спринте. Кроме этого на сегодняшний день имеет на своём счету 9 попаданий в десятку лучших на этапах Кубка мира, 6 в командном спринте и 3 в личном. Лучшим достижением Ейтнес в общем итоговом зачёте Кубка мира является 49-е место в сезоне 2007/08.
За свою карьеру в чемпионатах мира, и Олимпийских играх участия не принимала. В 2005 году стала чемпионкой мира среди юниоров.
Использует лыжи и ботинки производства фирмы Madshus.